# Melchior Wolfgang Siegel
Melchior Wolfgang Siegel (* 2. Oktober 1622 in Freiberg; † 18. Februar 1685 in Chemnitz) war kurfürstlich-sächsischer Amtsschösser und Amtmann in Chemnitz.

## Leben
Er war der Urenkel des kursächsischen Zehntners Melchior Siegel und Sohn des aus Eibenstock im Erzgebirge stammenden Bergamtsverwalters Wolfgang Siegel. Ab 1635 besuchte er die Landesschule Pforta und ab 1641 die Universität Wittenberg. 1656 wurde er Amtsschösser und 1663 Amtmann in Chemnitz. Er hatte erheblichen Anteil am Aufschwung von Chemnitz und Umgebung nach Ende des Dreißigjährigen Krieges. Seine Ehe blieb kinderlos.